# Centre de documentation du musée d'Art et d'Industrie de Saint-Étienne
Le centre de documentation du musée d'Art et d'Industrie de Saint-Étienne est installé dans les anciens locaux de l'École des beaux-arts de Saint-Étienne, dans le département de la Loire.

## Présentation
Le centre de documentation du musée d'Art et d'Industrie de Saint-Étienne est situé dans les anciens locaux de l'École des beaux-arts. Il accueille sur rendez-vous un public composé principalement d'étudiants, de chercheurs, de professionnels et de collectionneurs. Le centre de documentation est spécialisé dans le patrimoine industriel et technique, plus particulièrement les cycles, les rubans (passementerie), et les armes, ainsi que les arts décoratifs. Les fonds documentaires ont fait l'objet d'achats, de dons ou de dépôts. Quelque 21 000 notices bibliographiques de documents conservés au musée d'Art et d'Industrie sont accessibles sur le catalogue de la bibliothèque municipale de Saint-Étienne.

## Principaux fonds patrimoniaux
Le centre de documentation conserve plus d'un kilomètre linéaire de documents essentiellement patrimoniaux (livres, brochures, revues, archives, audiovisuel) du XVIIIe au XXIe siècle. 

### Documentation
- Bibliothèque de la Manufacture d'armes de Saint-Étienne (1735-2001)
- Fonds ancien de la bibliothèque des Beaux-Arts de Saint-Étienne (XIXe – XXe siècle)
- Bibliothèque du Chasseur français et de Manufrance (XIXe – XXe siècle)
- Collections de périodiques sur le cyclisme (XIXe – XXe siècle)
- Collections de revues textiles et de revues de mode (XIXe – XXe siècle)
- Catalogues de ventes de manufactures (XIXe – XXe siècle)

### Archives
- Entreprises textiles (XIXe – XXe siècle)
- Groupements d'industries textiles (1873-1999)
- Manufrance (1885-1980)
- Chambre syndicale du cycle de Saint-Étienne (1897-1990)
- Fédération française de cyclotourisme (XXe siècle)